# Диалект Мино
Диалект Мино (яп. 美濃弁 мино-бэн) — один из диалектов японского языка, распространённый на юге префектуры Гифу. Границы распространения почти совпадают с границами упразднённой провинции Мино. Этого говор также называют диалектом Тоно (東濃弁 то: но: бэн) по региону Тоно, восточной части бывшей провинции. Иногда его также называют диалектом Гифу (岐阜弁 гифу-бэн), но этот термин также иногда включает диалект Хида, распространённый на севере префектуры Гифу.
В общем, в Мино имеется множество общих для говоров соседней префектуры Айти (Овари, Нагоя и Микава) слов и грамматических форм. Однако, с кансайскими диалектами его роднит большее.

## Части речи
До эпохи Тайсё японцы использовали связку дзя (じゃ) и субстантивные (полупредикативные) прилагательные, превратившиеся в да (だ). В диалекте Мино дзя сохранилось, поэтому его часто называют «говором с „дзя“». Разумеется, мино тоже эволюционирует, и основная используемая сегодня связка — я (や). В литературном японском есть усилительная частица ё, ставящаяся после связки: например, да ё (だよ). В Мино же к связке я прибавляется тэ (て), всё вместе выглядит как я тэ (やて). Считается, что это влияние кансайского диалекта, так как в диалекте Нагоя продолжает существовать связка да.
Основное отличие между глаголами литературного японского и Мино заключается в образовании отрицаний. Глагол «есть, поглощать пищу» (食べる табэру) в отрицательной форме в литературном варианте выглядит как табэнай (食べない). В мино най заменяется н (ん) или хэн (へん), отрицание таким образом выглядит как табэн (食べん) или табэхэн (食べへん). Глагол «идти» (ику) в отрицательном наклонении — икан (行かん) или икахэн (行かへん).

## Произношение
В Мино имеется явление, называемое «анъин». Звук н в этом сочетании опускается, удлиняя предшествующий гласный, превращая «анъин» в аай или ээй. Например, 満員 и 全員 в литературном японском читаются как манъин и дзэнъин, а в мино — мааин и дзээин.
Интонационный рисунок в Мино, в общем, повторяет токийский. В некоторых западных районах Таруи и Сэкигахара имеется влияние кансайской интонации. В большие города вроде Огаки и Гифу приезжает много людей из других районов страны, поэтому диалектные различия сглаживаются.

## Примеры
| Мино                 | Литературный японский               | Перевод                      | Часть речи                 |
| -------------------- | ----------------------------------- | ---------------------------- | -------------------------- |
| оморой (おもろい)    | омосирой (面白い)                   | интересный                   | прилагательное             |
| касива (かしわ)      | торинику (鶏肉)                     | курица (мясо)                | существительное            |
| би: (びい)           | онна но ко (女の子), мусумэ (娘)    | девушка; дочка               | существительное            |
| бо: (ぼう)           | отоко но ко (男の子), мусуко (息子) | юноша; сын                   | существительное            |
| ватти (わっち)       | ватаси (私)                         | я                            | местоимение                |
| маваси (まわし)      | дзюмби (準備), ситаку (支度)        | подготовка                   | существительное или глагол |
| сиру (しる)          | суру (する)                         | делать                       | глагол                     |
| тяу (ちゃう)         | тигау (違う)                        | отличаться; быть неверным.   | глагол                     |
| цурэ (つれ)          | томодати (友達), сириаи (知り合い)  | друг, приятель               | существительное            |
| доэрай (どえらい)    | сугоку (すごく)                     | очень                        | наречие                    |
| дэ: рэ: (でーれぇー) | сугоку (すごく)                     | очень                        | наречие                    |
| яттокамэ (八十日目)  | хисасибури (久しぶり)               | долго, давно                 | прилагательное             |
| танто (たんと)       | такусан (たくさん)                  | очень; много                 | прилагательное             |
| габари (画針)        | габё: (画鋲)                        | канцелярская кнопка          | существительное            |
| киинай (きいない)    | кииро но (黄色の)                   | жёлтый                       | прилагательное             |
| гэбо (ゲボ)          | о: то (嘔吐)                        | рвота                        | существительное            |
| -нта (～んた)        | -тати (～たち), -ра (～ら)          | суффикс множественного числа |                            |
| набуру (なぶる)      | савару (触る)                       | прикасаться                  | глагол                     |

## Знаменитости — носители диалекта
- Вака Канда (яп. 神田和佳), сэйю
- Ёко Кумада (англ. Yoko Kumada), модель, певица и блогер (обычно говорит на литературном японском, но в некоторых передачах переходит на мино)
- Юрико Осада (яп. 長田百合子), педагог, эксперт по вопросам образования